# Gérard Castella

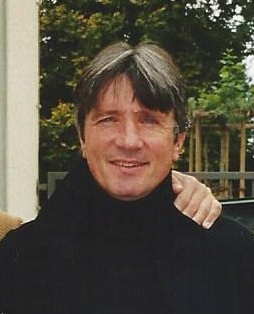
Gérard Castella

Gérard Castella (* 2. Mai 1953) ist ein Schweizer Fussballtrainer. Von 2010 bis 2017 trainierte er die Schweizer U19-Nationalmannschaft.

## Trainerstationen
- Étoile Carouge
- Urania Genf
- FC Meyrin
- Servette FC Genève
- FC St. Gallen
- FC Lausanne-Sport
- Neuchâtel Xamax
- Servette FC Genève
- Schweizer Fussballnationalmannschaft (U-19-Junioren)

## Karriere
Zum Anfang seiner Trainerlaufbahn stieg er drei Mal in die Nationalliga B auf, mit Étoile Carouge, Urania Genf und dem FC Meyrin.
Danach wechselte er zu Servette FC, mit denen er den grössten Erfolg seiner Karriere feiern konnte. 1999 gewann er die am letzten Spieltag entschiedene Meisterschaft. In der Saison 2000 startete Servette FC eher schwach und er wurde noch in der Vorrunde entlassen.
Nach dem Abgang von Meistertrainer Marcel Koller wechselte er zum FC St. Gallen, bei dem er allerdings bereits nach 8 Monaten wegen Erfolglosigkeit entlassen wurde.
Anschliessend wechselte er zum FC Lausanne-Sports. Als der Klub zwangsrelegiert wurde, ging Gérard mit in die 2. Liga, und führte den Verein noch in die Challenge League (zweithöchste Liga der Schweiz).
Danach folgte der Wechsel zu Xamax, mit denen er gleich in der 1. Saison in die Super-League (höchste Liga der Schweiz) aufstieg. Wie erwartet hatte Xamax um den Ligaerhalt zu kämpfen, in der Rückrunde wurde er entlassen, Xamax verhinderte mit dem neuen Trainer Nestor Clausen den Abstieg.
Bereits vor der Saison 2008/2009 wurde er als Trainer von Servette FC gehandelt, er wurde aber erst nach dem sehr schwachen Saisonstart als Ersatz von erfolglosen Michel Sauthier zu Servette FC zurückgeholt.

## Erfolge
- 1× Schweizer-Meister 1999 (mit Servette FC)
- 4× Aufstieg NLB / Challenge League (mit Étoile Carouge, Urania Genève Sports, Meyrin FC, FC Lausanne-Sport)
- 1× Aufstieg Super League (mit Neuchâtel-Xamax)

| Personendaten    | Personendaten             |
| ---------------- | ------------------------- |
| NAME             | Castella, Gérard          |
| KURZBESCHREIBUNG | Schweizer Fussballtrainer |
| GEBURTSDATUM     | 2. Mai 1953               |